# تشکر به خاطر خدمت‌تان
تشکر به خاطر خدمت‌تان (انگلیسی: Thank You for Your Service) فیلمی در ژانر درام و جنگی به کارگردانی جیسون هال است که در سال ۲۰۱۷ منتشر شد. از بازیگران آن می‌توان به مایلز تلر، هیلی بنت، جو کول، و ایمی شومر اشاره کرد.